# Иглвил (Тенеси)
Иглвил (енгл. Eagleville) град је у америчкој савезној држави Тенеси.

## Демографија
По попису из 2010. године број становника је 604, што је 140 (30,2%) становника више него 2000. године.
| Група             | 2000.       | 2010.       |
| Белци             | 451 (97,2%) | 561 (92,9%) |
| Афроамериканци    | 6 (1,3%)    | 13 (2,2%)   |
| Азијати           | 0 (0,0%)    | 6 (1,0%)    |
| Хиспаноамериканци | 4 (0,9%)    | 19 (3,1%)   |
| Укупно            | 464         | 604         |